# Quel mostro di suocera
Quel mostro di suocera (Monster-in-Law) è un film del 2005 diretto da Robert Luketic ed interpretato da Jennifer Lopez e Jane Fonda.

## Trama
Charlotte "Charlie" Cantilini, è una giovane donna orfana e svolge diverse professioni: lavora come dog-sitter, cameriera, insegnante di yoga, allenatrice di baseball, ma è soprattutto una pittrice di talento. Un giorno, mentre fa passeggiare i cani sulla spiaggia, incontra Kevin Fields, un medico chirurgo figlio di una nota giornalista televisiva, Viola Fields; i due iniziano a conoscersi e successivamente si fidanzano. Charlie vive felice con il fidanzato, finché Viola non invita entrambi a pranzo; la donna, maligna ed alcolizzata, è sempre accompagnata da Ruby, la sua pettegola assistente. Charlie, vestita in modo semplice e pratico e con la sua condizione di precarietà, non fa una buona impressione alla celebre giornalista, che recentemente si è ripresa da un crollo nervoso dovuto al suo rimpiazzo con una stagista più giovane (cosa che l'ha portata ad attaccare in diretta televisiva una giovane popstar durante un'intervista). Tuttavia Kevin fa una cosa che né Charlie né Viola si aspettano: chiede a Charlie di sposarlo.
Viola lascia i due soli e si convince che Charlie sia incinta e che vogliano quindi sposarsi il prima possibile, cosa che i due immediatamente smentiscono. La futura suocera decide quindi di mandare Ruby ad investigare sul passato di Charlie ed in seguito organizza una festa di fidanzamento per i due con l'intenzione di mettere la futura nuora a disagio: le dà da indossare un vestito un po' piccolo e fa in modo di farle trovare Fiona, la ex di Kevin, in camera con lui mentre si sta vestendo. In un primo momento Charlie sembra sul punto di chiudere la relazione ma Kevin la convince a non rinunciare a loro e insieme se ne vanno dalla festa di fidanzamento.
Un giorno, mentre Charlie e Kevin sono insieme nella loro casa, la ragazza viene chiamata da Viola e viene invitata al ristorante. Viola programma in tutti i minimi dettagli le nozze, ma quando Charlie le dice che per quanto riguarda la festa di nozze ha tutta la situazione sotto controllo, quest'ultima finge di avere un malore e viene portata in ospedale. Quando i due vanno a trovarla, Kevin, sotto consiglio di un neuropsichiatra, propone alla madre di rimanere a casa loro finché non starà meglio.
Charlie non ha scelta, deve armarsi di pazienza, mentre Viola le fa un dispetto dopo l'altro: la sveglia nel cuore della notte in preda a "finti incubi", la colpisce, non la fa dormire e in più comunica la sua intenzione di trasferirsi nel loro quartiere. Un giorno Charlie esaurita si confida con i suoi amici, Remy e Morgan ed il primo, dopo aver frugato nella stanza di Viola, scopre che quest'ultima sta indagando su Charlie, che non sta prendendo delle pillole contro l'ansia, bensì della semplice vitamina C masticabile e che il suo medico è in realtà un cameriere da lei corrotto che recita la parte del neuropsichiatra. Charlie perciò decide di vendicarsi facendo distruggere i costosi vestiti di Gucci di Viola dai cani a cui bada e in seguito la mette al tappeto usando delle vere pillole contro l'ansia.
Non trovando modo di fermare il matrimonio, Viola alla cena di prova mette in uno dei piatti della polvere di mandorle, cosa a cui Charlie è allergica, provocandole una reazione allergica estrema, che però fortunatamente si attenua la mattina seguente.
Arrivato il gran giorno Charlie, nel suo abito da sposa, trova Viola con un abito di colore bianco invece di quello colore pesca che le aveva scelto: le due donne iniziano a litigare. La lite viene sedata dall'improvviso arrivo di Gertrude, la nonna paterna di Kevin e dunque suocera di Viola, che svela in parte il passato della donna ed il suo odio verso di lei ai tempi delle nozze con il figlio (non tanto dissimile dall'astio di Viola verso Charlie). Temendo che in futuro le due diventeranno come Viola e Gertrude, Charlie decide una volta per tutte di arrendersi e non sposarsi più. Viola rendendosi conto di essere stata egoista si scusa sinceramente con Charlie e le due donne finalmente si riappacificano; Charlie e Kevin partono per le Hawaii in viaggio di nozze mentre Viola va a bere con Ruby.

## Distribuzione
Il film è stato distribuito nelle sale cinematografiche statunitensi il 13 maggio 2005, mentre in quelle italiane il 7 ottobre 2005, dalla Eagle Pictures.

## Critica
Ai Razzie Awards 2005 il film ha ricevuto una nomination come peggior attrice per Jennifer Lopez.